# Relations entre l'Arabie saoudite et l'Iran

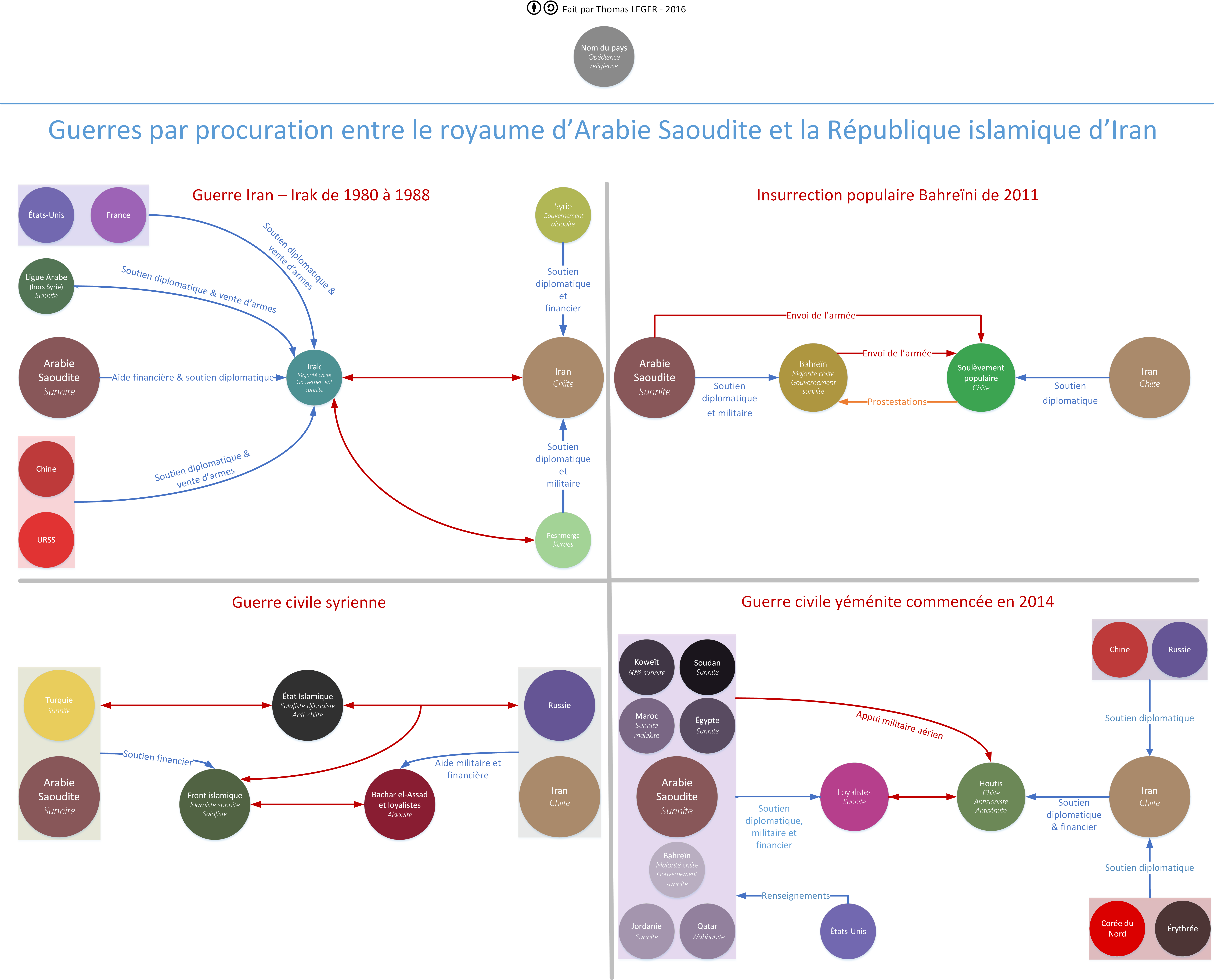
Guerres par procurations entre l'Arabie Saoudite et l'Iran

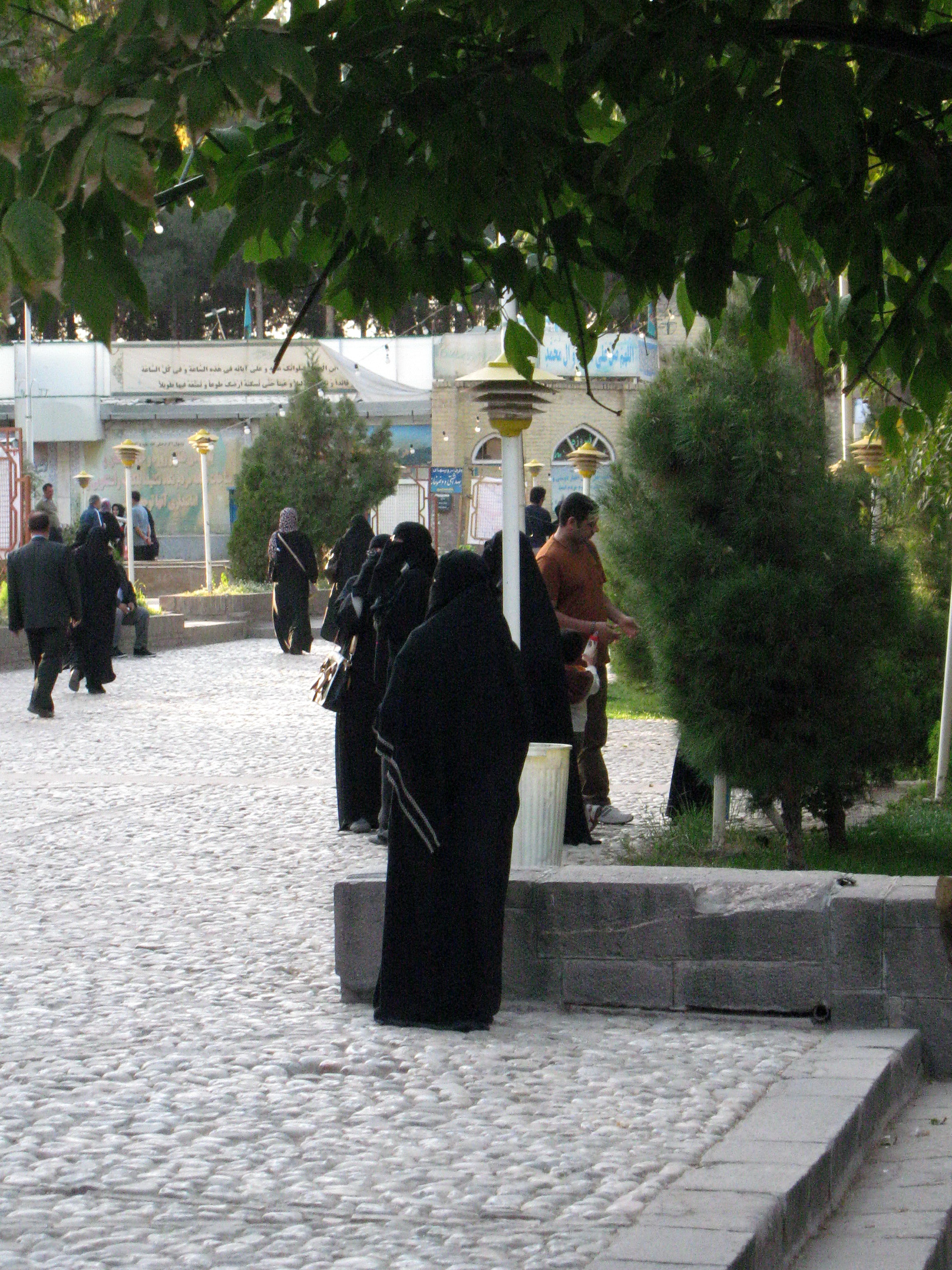
Pèlerins saoudiennes en Iran, en 2013.

Les relations entre l'Arabie saoudite et l'Iran sont des relations internationales s'exerçant entre le royaume d'Arabie saoudite et la République islamique d'Iran.
Elles sont marquées par la rivalité diplomatique sur fond religieux entre la première, puissance sunnite, et la deuxième, principal pays chiite.

## Histoire
Les relations entre l'Arabie saoudite et l'Iran sont marquées par la rivalité séculaire entre les Perses et les Arabes et par l'hostilité entre chiites et Sunnites.
La révolution islamique iranienne en 1979 bouleverse la région du Moyen-Orient. L'Iran devient alors une puissance hostile aux États-Unis qui protègent leur rival saoudien. La même année a lieu une spectaculaire prise d'otages à la mosquée de la Mecque qui ébranle le monde musulman. L'Arabie saoudite accuse l'Iran d'avoir fomenté cette attaque dans sa stratégie d'exporter sa révolution et de son souhait de prendre la prééminence du monde musulman. En retour l'Iran accuse l'Arabie saoudite d'avoir été derrière l'Irak en soutenant financièrement ce pays durant la guerre Iran-Irak (1980-1988).
Les deux pays rompent pour une première fois leurs relations diplomatiques entre 1987 et 1991, en conséquence des violents affrontements entre des pèlerins iraniens et les autorités saoudiennes pendant le pèlerinage à La Mecque de 1987. L’ayatollah Khomeiny avait proclamé peu avant ces affrontements que La Mecque et Médine étaient dirigés par des « hérétiques », contestant ainsi à la famille royale des Saoud son rôle de gardien des lieux saints.

### Le programme nucléaire iranien
En 2010, Wikileaks en publiant des câbles confidentiels provenant des ambassades américaines, révéla les vives inquiétudes des Saoudiens concernant le programme nucléaire militaire iranien. Le roi saoudien Abdallah Ben Abdelaziz Al-Saoud aurait confié à des diplomates américains qu'« on ne peut pas faire confiance aux Iraniens », et enjoint les États-Unis à « couper la tête du serpent » (c'est-à-dire à frapper militairement l'Iran pour l'empêcher d'obtenir l'arme nucléaire).

### Le poids des populations chiites dans les États arabes du golfe
Les pays arabes du golfe sont traditionnellement sunnites mais ont de fortes minorités chiites (de 10 % à 30 %). Ils sont même majoritaires en Irak et à Bahreïn mais n'ont pas le pouvoir ou ne l'avaient pas (Irak sous Saddam Hussein). Ils sont vus par les régimes arabes comme des populations potentiellement subversives commandées par l'Iran.
En Arabie Saoudite, les Chiites ne représentent que entre 10 et 15 % de la population saoudienne, mais sont majoritaires dans la région stratégique d'Al-Hassa qui concentre l'essentiel des champs pétrolifères du royaume. Le régime saoudien redoute que cette population fasse irrédentisme avec l'Iran, d'où sa une politique de peuplement sunnite et de discrimination vis-à-vis des Chiites.
Le clergé chiite iranien revendique 25 % de Chiites en Arabie Saoudite, où ils seraient majoritaires dans les régions de Al-Hassa, de l'Asir, et de Najran[réf. nécessaire].

### Les guerres par procuration opposant l'Arabie saoudite et l'Iran
Les deux grandes puissances du golfe persique se sont plusieurs fois affrontées indirectement via des guerres par procuration.
La première de ces guerres est la guerre Iran-Irak entre 1980 et 1988 dans laquelle l'Irak est financièrement aidé par l'Arabie saoudite (mais également militairement par les puissances occidentales) pour contrer la menace révolutionnaire de l'Iran.
Avec la vague des printemps arabes de 2011, une insurrection populaire débute à Bahreïn, pays à majorité chiite mais dirigé par un régime d’obédience sunnite. L'Arabie saoudite envoie alors son armée dans ce petit pays limitrophe pour mettre fin à la révolte, qui menaçait sérieusement de renverser le régime sunnite et pour éviter ainsi que ce pays ne bascule dans la sphère iranienne. Le royaume saoudien voulait absolument éviter que l'Iran s'établisse sur la rive sud du golfe persique aux portes de l'Arabie Saoudite.
La complexe guerre civile syrienne place indirectement les deux pays en situation de conflit. L'Iran est un allié de longue date de Bachar Al-Assad et fournit non seulement un soutien diplomatique mais engage même des moyens militaires : en octobre 2015 il était estimé que 2 000 combattants iraniens ou soutenus par l'Iran se trouvaient en Syrie.
Toujours dans le cadre de la sécurisation de ses frontières, l'Arabie saoudite s'implique dans la guerre civile du Yémen pour contrer l’influence de l'Iran. Ce dernier soutient la rébellion des Houthis par des livraisons d'armes, peut-être dès 2009, bien que l'organisation appartienne à une branche du chiisme, le zaïdisme, différente du chiisme duodécimain qui prévaut en Iran. L'Arabie Saoudite soutient à l'inverse le régime en place du président sunnite Hadi. Leur allié se trouvant dans une situation difficile, les Saoudiens s'engagent dans une intervention militaire directe en mars 2015, et entraînent à leur suite une coalition de pays arabes ou musulmans, en particulier l'Égypte. Cette intervention, menée avec de lourds moyens aériens et terrestres et accompagnée d'un blocus naval, est condamnée par l'Iran qui dénonce une « agression ». En octobre, la tension augmente encore lorsque la coalition arabe arraisonne un cargo iranien transportant selon elle des armes à destination des Houthis, ce que l'Iran dément.
De façon globale, l'Arabie saoudite redoute la constitution d'un croissant chiite allant de l'Iran au Liban en passant par l'Irak (dirigé par la majorité chiite depuis le renversement de Saddam Hussein), par la Syrie (dirigée par Bachar el-Assad qui est un alaouite, la variante locale du chiisme), le Yémen, Bahreïn et par les provinces saoudiennes où les Chiites sont localement majoritaires.

### Conséquences du drame du Hajj 2015

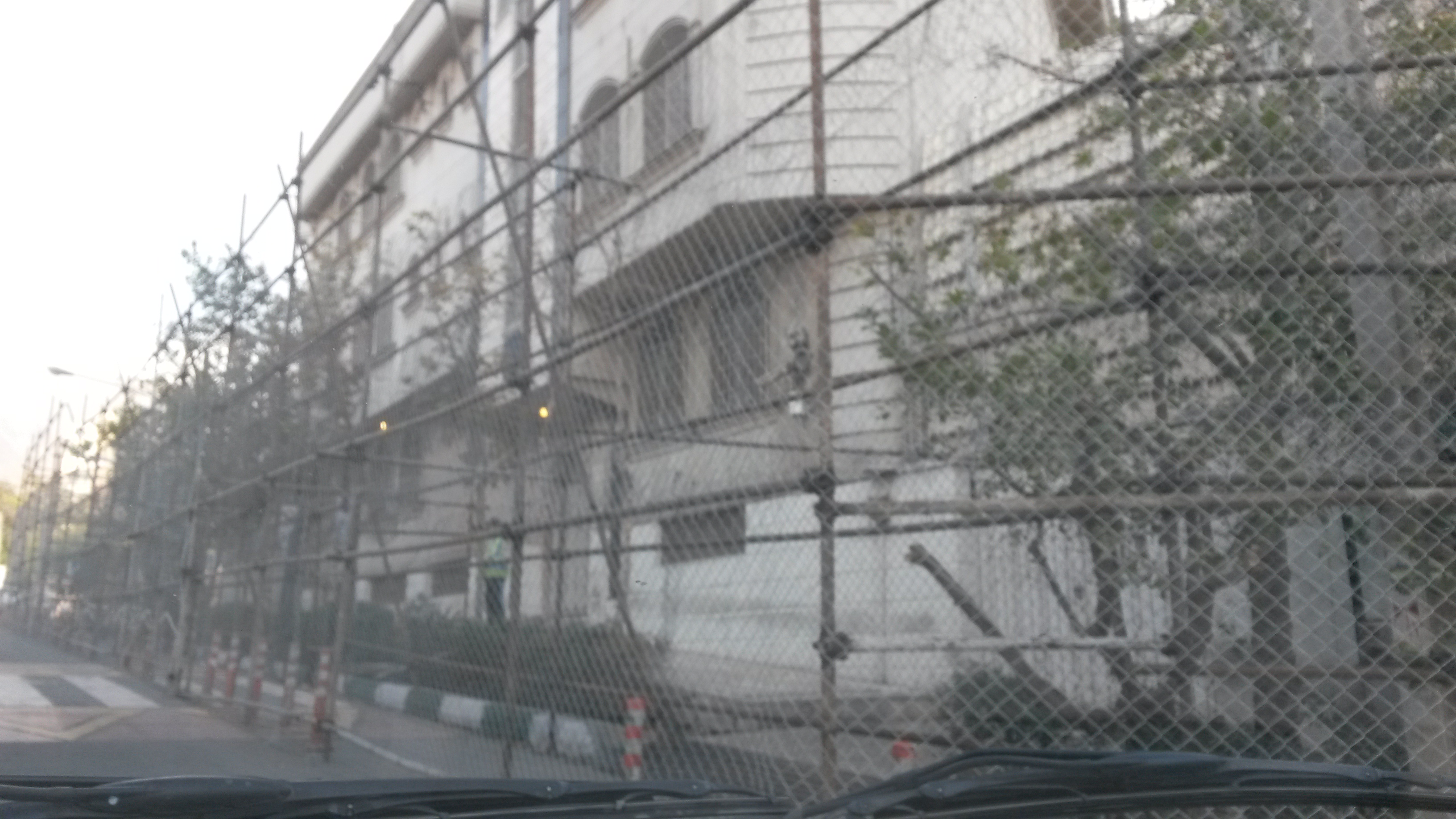
Ambassade saoudienne à Téhéran en 2015, sous protection pour éviter des affrontements.

Le 24 septembre 2015, une bousculade cause plus de 2 000 morts lors du Hajj. L'Iran, qui déplore 464 victimes, reproche à l'Arabie saoudite de ne pas assurer la sécurité des pèlerins.

### Des cours du pétrole historiquement bas
À partir de la fin 2014, on enregistre une chute spectaculaire des cours du pétrole : le baril de brent  qui gravitait autour de $110 début 2014, ne vaut plus que 52$ en janvier 2015 et 37$ en janvier 2016. Or les exportations de pétrole rapportent 90 % des ressources du royaume saoudien. 2015 marque un premier déficit historique pour l'Arabie saoudite, ce qui l'oblige à appliquer un programme d'austérité inédit dans le royaume. La perspective du retour de l'Iran sur le marché pétrolier à la suite de l'accord sur son programme nucléaire ne va pas favoriser un retour à des cours plus élevé pour le brent.

### Rupture des relations diplomatiques en 2016
Le 2 janvier 2016, l'Arabie saoudite exécute le cheikh Nimr Baqr al-Nimr, dignitaire chiite saoudien. En réaction, des Iraniens attaquent l'ambassade saoudienne à Téhéran. Le président iranien Hassan Rouhani condamne l'exécution de Nimr Baq al-Nimr mais dénonce aussi les déprédations contre l'ambassade. Néanmoins, le 3 janvier, le ministre des Affaires étrangères saoudien Adel al-Joubeir annonce la rupture des relations diplomatiques, accusant notamment l'Iran de « parrainer le terrorisme ».
Dans la foulée, trois pays arabes sunnites (Bahreïn, le Soudan et le Koweït) rompent leurs relations diplomatiques avec l'Iran.

### Rétablissement du dialogue
2022 est marquée par la transformation du contexte régional et la reprise de négociations entre les deux pays. Bien que l’Arabie saoudite craigne le potentiel déstabilisateur de l’Iran, elle manifeste la volonté de réduire les tensions avec ce dernier et de trouver une entente, notamment sur le dossier yéménite. Les deux pays auraient ainsi entamé des discussions portant sur un accord pour l’ouverture mutuelle d’ambassades.
Le 2 novembre 2022, les États-Unis déclarent craindre une attaque militaire iranienne contre les Saoudiens.
Le 10 mars 2023, lors d'une rencontre à Pékin, les deux États annoncent dans une déclaration commune le rétablissement de leurs relations diplomatiques et la réouverture de leurs ambassades dans un délai maximum de deux mois. D'après l'agence de presse nationale iranienne IRNA citée par France 24, les ministres des affaires étrangères iraniens et saoudiens se rencontreront « pour mettre en œuvre cette décision et prendre les dispositions nécessaires pour l'échange des ambassadeurs ». Le communiqué publié par l'IRNA indique également que Riyad et Téhéran sont convenus d'activer un accord de coopération en matière de sécurité signé en 2001. Ce rapprochement entre les deux pays est analysé comme une victoire symbolique pour la Chine et comme l'illustration du recul de l’influence américaine dans la région. Néanmoins, les responsables de l’administration Biden perçoivent favorablement ce rétablissement des relations entre Riyad et Téhéran. Les Saoudiens entendent avec cette reprise des relations créer un contexte favorable à une désescalade de la guerre au Yémen.
Le 6 juin 2023, l'Iran rouvre son ambassade en Arabie Saoudite, qui sera dirigée par l'ancien vice-ministre des affaires étrangères, Alireza Enayati.

## Relations économiques
Conséquence des relations politiques précaires, le commerce bilatéral est très faible. L'Atlas of Economic Complexity du MIT ne signale pour 2013 que 111 millions de dollars d'exportations de l'Iran vers l'Arabie saoudite (principalement du ciment et des produits agricoles) et 80 millions de dollars dans l'autre sens, comprenant du papier et des produits pétrochimiques.